# ASPM
ASPM (zkratka slov „Amatérské sdružení profesionálních muzikantů“) je česká, převážně bluesová hudební skupina, založená roku 1984 a činná dodnes.

## Trio
V druhé polovině 80. let a začátkem 90. let 20. století tvořili skupinu tři, na české scéně již relativně renomovaní hudebníci: Jan Spálený, Petr Kalandra a František Havlíček.
Jan Spálený byl převážným autorem hudební složky repertoáru (ačkoliv skupina hrála také coververze zahraničních hitů, například písní Boba Dylana). Slova pro kapelu psalo několik význačných textařů té doby: Petr Kopta, Zdeněk Rytíř či Pavel Vrba, ale nezřídka si psali texty Spálený a Kalandra sami. Havlíček pak plnil úlohu sólisty na dechové nástroje (saxofony, flétna a zejména basklarinet). Žánrově by se hudba z tohoto období dala zařadit na pomezí folku a blues a skupina nahrála čtyři studiová a dvě živá alba.

## Současné ASPM
Roku 1993 se trio rozešlo a Jan Spálený vystavěl nové ASPM, jehož základem je on jako zpěvák a klavírista, jeho syn Filip Spálený jako tubista, Michal Gera jako hráč na trumpetu a jako vibrafonista Radek Krampl. Na bicí hraje Filip Jeníček. ASPM v této podobě hraje oproti původnímu triu více jazzovou podobu blues a vydalo šest studiových alb, z nichž dvě (...až srdce usedá a Má vina) byla oceněna cenou akademie populární hudby Anděl.